# 科帕诺夫卡村
科帕诺夫卡村（俄语：Село Копановка）是俄罗斯联邦阿斯特拉罕州叶诺塔耶夫卡区所属的一个村。其下辖有1个居民点，行政中心为科帕诺夫卡。据2015年统计，该村的人口为1020人。